# Пуриевич, Константин Адрианович
Константин Адрианович Пуриевич (28 мая 1866, Житомир Волынская губерния Российская империя — 31 августа 1916, Изабелёвка Подольская губерния Российская империя) — русский физиолог растений.

## Биография
Родился Константин Пуриевич 28 мая 1866 года в Житомире. В 1889 году окончил КиевГУ и остался там же и проработал всю жизнь, сначала как научный работник, а с 1900 по 1916 год занимал должность профессора и заведующего кафедрой анатомии и физиологии растений.
Скончался Константин Пуриевич 31 августа 1916 года в Изабелёвке во время отпуска.

## Научные работы
Основные научные работы посвящены обмену веществ при дыхании и фотосинтезе растений.
- Его работы внесли ясность в вопрос о первичных продуктах фотосинтеза.
- Занимался вопросами энергетики фотосинтеза.

## Научные труды
- Исследования над фотосинтезом.— Киев: 1913.— 72 с.
- Краткое руководство к практическим занятиям по анатомии растений, 1919.
- Краткий учебник ботаники, 1923-24.

## Список использованной литературы
- Биологи. Биографический справочник.— Киев.: Наук. думка, 1984.— 816 с.: ил